# Mary Malahlela
Mary Malahele-Xakana (Pietersburg, Sudáfrica, 2 de mayo de 1916 – Sudáfrica, 8 de mayo de 1981) fue la primera mujer negra en registrarse como médica en Sudáfrica (en 1947). Fue también fundadora de la Asociación Cristiana de Mujeres Jóvenes.

## Primeros años y educación
Mary Susan Makobatjatji Malahlela nació en Pietersburg(actual Polokwane) en 1916. Su padre fue Thadius Chweu Malahlela, un cristiano converso que había huido de su casa por rehusar dar muerte a sus hijos gemelos, condición que era considerada una maldición. Cursó sus primeros estudios en Escuela Primaria Metodista de en Juliwe, cerca de Johannesburgo, y, posteriormente, en la Universidad de Fort Hare. En 1941, obtuvo apoyo del Native Trust Fund para estudiar medicina en la Universidad del Witwatersrand. En 2015, esta universidad colocó una placa en recuerdo a la doctora Malahlela y el apartheid.

## Carrera
En 1947, Malahlela se graduó en la facultad de medicina y registró como médica, siendo la primera médica negra de Sudáfrica. Abrió una clínica privada en Kliptown y una segunda en Mofolo South. Tras la Ley de Agrupación por Áreas, trabajó en la clínica de Dobsonville.
Malahlele fue fundadora de la Asociación Cristiana de Mujeres Jóvenes en Sudáfrica y activista en los movimientos pacifistas y antiapartheid. Fue miembro del Movimiento Pacifista de las Mujeres, el Consejo de la Universidad de Fort Hare y parte de la administración de la Roodepoort School.

## Vida personal
Mary Malahlela se casó y tuvo dos hijas. Murió en 1981 a la edad de 65 años tras un infarto de miocardio mientras trabajaba como voluntaria en la rural Clínica Witkoppen del Dr. Nthato Motlana en Sandton, Johannesburgo.
Una escuela de primaria en Dobsonville lleva el nombre de Dr. Malahlela-Xakana. En 2015, Malahlela-Xakana fue reconocida póstumamente con la Orden del Baobab por su carrera médica pionera.